# 동카리브 국가 기구

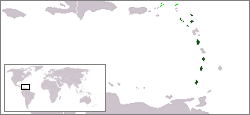
동카리브 국가 기구 정회원국(진녹색)
동카리브 국가 기구 준회원국(연녹색)

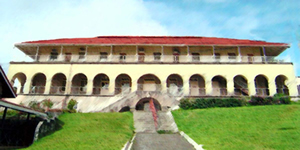
동카리브 국가 기구 사무국 건물

동카리브 국가 기구(영어: Organisation of Eastern Caribbean States, OECS)는 동카리브 제도에 있는 나라들과 속령 간의 경제 조화와 결합, 인권과 법적 권리 보호, 뛰어난 지도력에 전념하는 정부 간의 기구로 1981년 6월 18일에 설립되었다. 사무국은 세인트루시아의 수도인 캐스트리스에 있다. 2023년 현재 7개 정회원국 및 속령과 4개 준회원국 및 속령이 가입되어 있다. 통화인 동카리브 달러를 발행하고 있다.

## 정회원국 및 준회원국
| 회원 자격 상태                               | 설명                                |
| -------------------------------------------- | ----------------------------------- |
| 정회원국 및 속령                             | 앤티가 바부다 (1981년 가입)         |
| 정회원국 및 속령                             | 도미니카 연방 (1981년 가입)         |
| 정회원국 및 속령                             | 그레나다 (1981년 가입)              |
| 정회원국 및 속령                             | 몬트세랫 (영국 속령, 1981년 가입)   |
| 정회원국 및 속령                             | 세인트키츠 네비스 (1981년 가입)     |
| 정회원국 및 속령                             | 세인트루시아 (1981년 가입)          |
| 정회원국 및 속령                             | 세인트빈센트 그레나딘 (1981년 가입) |
| 준회원국 및 속령                             |                                     |
| 영국령 버진아일랜드 (영국 속령, 1984년 가입) |                                     |
| 앵귈라 (영국 속령, 1995년 가입)              |                                     |
| 마르티니크 (프랑스 속령, 2015년 가입)        |                                     |
| 과들루프 (프랑스 속령, 2019년 가입)          |                                     |

## 같이 보기
- 카리브 국가 연합
- 카리브 공동체
- 유럽 경제 지역